# Pseudhomelix ornata
Pseudhomelix ornata là một loài bọ cánh cứng trong họ Cerambycidae.